# Hamburg-Hausbruch

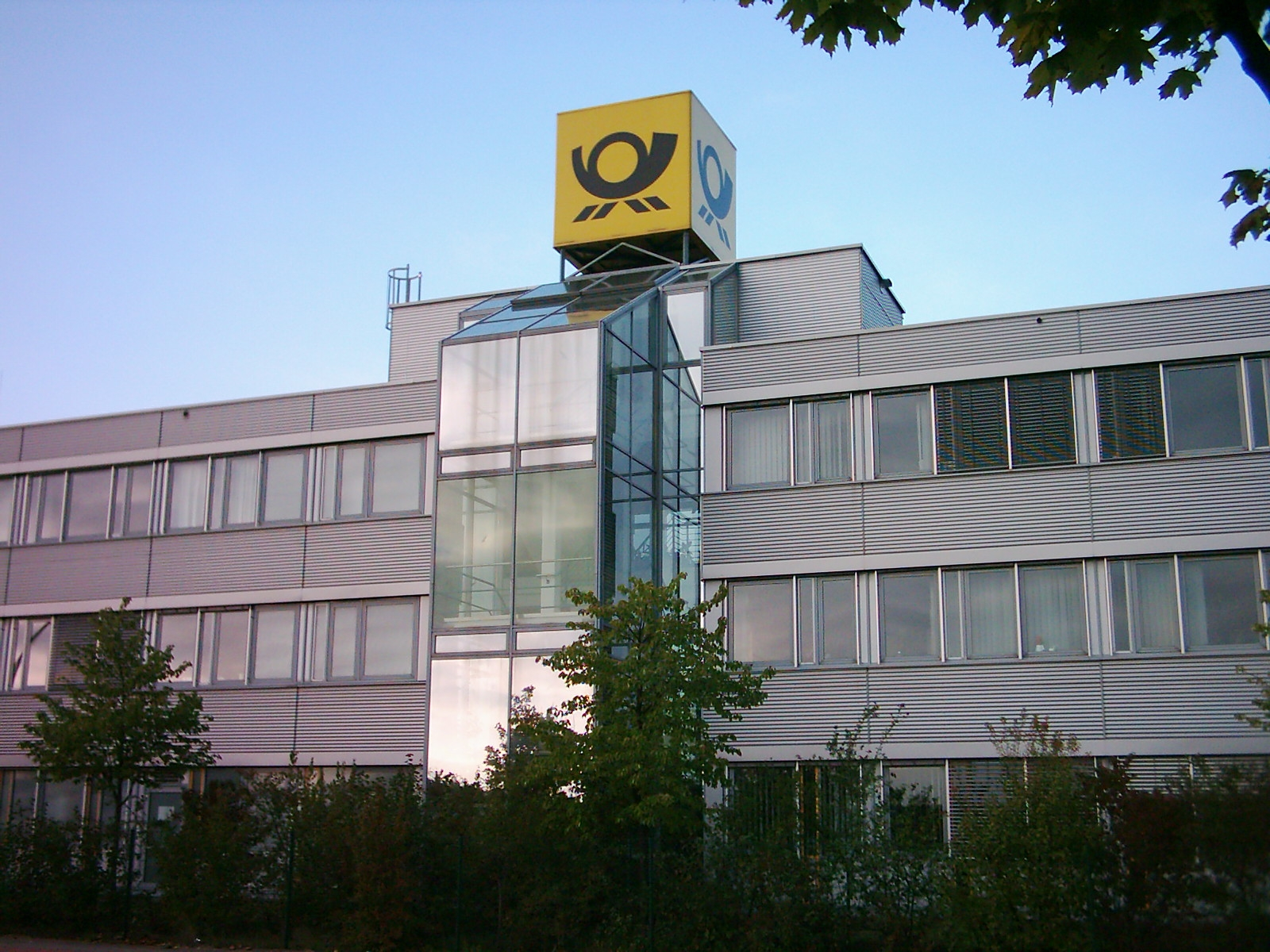
Postsorteercentrum Hamburg-Süd

 Hausbruch  is een stadsdeel (‘’Stadtteil’’) van Hamburg in het district Hamburg-Harburg, dat zelf uit drie delen bestaat. : ‘’Altwiedenthal, Neuwiedenthal” en “Dubben”.

## Geografie
Hausbruch ligt op de grens van de ‘Marsch’ en de ‘Geest in het zuidwesten van Hamburg en paalt met zijn zuidgrens aan Nedersaksen.

## Geschiedenis
Einde 8e eeuw werd een burcht op de Falkenberg gebouwd, gebruikt to de 13e eeuw.
Hausbruch werd evenwel pas in 1553 officieel genoemd.
Door de aanleg van de Spoorlijn Lehrte - Cuxhaven in 1881 werd het voor de industrie interessant om zich in Hausbruch te vestigen. Op 15 januari 1899 werd het station geopend, waarmee het ook een bestemming voor lokaal toerisme werd. Maar dat ging in de loop der jaren steeds meer achteruit.
In 1917 werd er bruinkool ontdekt. De niet zo rendabele Robertshall-mijn bleef van 1919 tot 1922 in gebruik en leverde uitsluitend aan de Phoenix-rubberfabriek.
In 1937 werd Hausbruch, als onderdeel van de toenmalige gemeente Neugraben ingelijfd bij Hamburg. Pas bij de herindeling van de stadsdelen van Hamburg in 1951 werd Hausbruch een stadsdeel op zich.
In de zestiger en zeventiger jaren van de 20e eeuw werd in het zuiden de nieuwbouwwijk “Neuwiedenthal” gebouwd met hoofdzakelijk appartementsgebouwen, daar waar rijbouw tot dan de hoofdzakelijke bebouwing van Hausbruch was. Deze wijk omvat nu tweederden van de bevolking van Hausbruch. In 1984 kreeg deze wijk zijn eigen S-Bahnstation ( lijn S3) en werd het oude station Hausbruch gesloten en afgebroken.
In de jaren 1980 werd in het noorden een wijk met rijbouw aangelegd, voornamelijk voor de hervestiging van de bewoners van Altenwerder die onteigend werden voor de aanlag van een containerterminal (“CTA”).

## Trivia
De naam Hausbruch is bekend uit de verkeersberichtgeving omdat het vaak het beginpunt is van de dagelijkse files op de Bundesautobahn 7.